# Capitão Enéas
Capitão Enéas is een gemeente in de Braziliaanse deelstaat Minas Gerais. De gemeente telt 14.830 inwoners (schatting 2009).

## Aangrenzende gemeenten
De gemeente grenst aan Francisco Sá, Janaúba, Montes Claros en São João da Ponte.